# Патрісія Девіс
Патрісія Девіс (5 грудня 1956) — зімбабвійська хокеїстка на траві.
Олімпійська чемпіонка 1980 року.